# Activa
De activa of bezittingen  van een rechtssubject bestaan (in termen van het Nederlandse vermogensrecht) uit rechten (zoals eigendom) op zaken en het houderschap van vermogensrechten. Tegenover de bezittingen staan de schulden, die bestaan uit vermogensrechten van andere rechtssubjecten jegens het betreffende rechtssubject. Het saldo is het vermogen (particulier vermogen of eigen vermogen). Vaak worden bezittingen en schulden in geld uitgedrukt, het vermogen is dan het positieve of negatieve verschil. Bij bezittingen van natuurlijke personen is de subjectieve waarde soms groter dan de zakelijke waarde.
In de kosten- en winstbepaling, een deelgebied van de bedrijfseconomie, wordt met de activa van een onderneming de in geld uitgedrukte waarde bedoeld die het geheel aan bezittingen van de onderneming vertegenwoordigt. Tegenover de activa staan de passiva, de som van het eigen vermogen en het vreemd vermogen (de schulden). Op de balans van een onderneming zijn de activa en de passiva altijd exact aan elkaar gelijk.

## Onderverdelingen
Er zijn meerdere onderverdelingen in verschillende soorten activa mogelijk.

### Vaste versus vlottende activa
Binnen de term activa maakt men onderscheid tussen vaste en vlottende activa. Onder vlottende activa vallen onder andere voorraden die in het economische proces van de onderneming verbruikt worden. Dit kan per type onderneming verschillen. Onder vaste activa vallen zaken als gebouwen en gespecialiseerde machines.
Onder de activa vallen ook financiële activa. Zaken als de openstaande vorderingen (het geld dat de debiteuren nog schuldig zijn aan de onderneming) kunnen als vlottende financiële activa van de onderneming worden gekarakteriseerd; het bezit van aandelen en vastrentende waarden door de onderneming als vaste financiële activa.

### Materiële versus immateriële activa
Een belangrijke onderverdeling in categorieën activa is ook het onderscheid tussen materiële en immateriële activa. Deze laatste zijn niet-fysieke middelen en rechten die een waarde voor de onderneming vertegenwoordigen, omdat zij naar verwachting een toekomstige inkomensstroom zullen genereren, doordat zij de onderneming een bepaald voordeel in de markt geven. Voorbeelden van immateriële vaste activa zijn auteursrechten, merken, patenten, maar ook een lastig te waarderen zaak zoals goodwill kan als een immaterieel activum worden gewaardeerd.

## Risico gewogen activa
In de bankensector wordt het begrip 'risico gewogen activa' gehanteerd. Dit begrip is afkomstig uit de wereldwijde afspraken tussen banken, bekend onder de naam Basel-akkoorden. Een bank heeft kredieten uitstaan aan een grote verscheidenheid aan klanten. Het risico dat een klant een verstrekte lening niet kan terugbetalen varieert; zo geeft een lening aan een overheid meer zekerheid dat de bank haar geld terugkrijgt, dan een persoonlijke lening aan een particuliere klant. Hoe groter het risico dat een klant in gebreke blijft, hoe meer vermogen de bank daartegenover moet hebben staan om dit verlies te kunnen compenseren zonder haar eigen kredietwaardigheid in gevaar te brengen. De indeling naar risicoklassen is gebaseerd op ervaringen uit het verleden.
Een simpel voorbeeld ter verduidelijking. Een bank heeft 100 eenheden aan activa, waarvan 5 aan eigen vermogen en uitstaande leningen ter waarde van 95 eenheden. Zonder rekening te houden met de risico's per lening is het aandeel van het eigen vermogen 5,3% van het totale vermogen.
De bank blijkt de volgende leningen verstrekt te hebben, verdeeld naar risicoklassen:
- Kasmiddelen: 10 eenheden, niet uitgeleend en een risicoweging van 0%
- Leningen aan de overheid: 15 eenheden, ook risicoloos dus 0%
- Verstrekte hypothecaire leningen: 20 eenheden, risicoweging 50%
- Overige leningen: 50 eenheden, risicoweging 100%

Het naar risico gewogen activa wordt als volgt berekend:
- Kasmiddelen: 10 eenheden × 0% = 0
- Leningen aan de overheid: 15 × 0% = 0
- Verstrekte hypotheken: 20 × 50% = 10
- Overige leningen: 50 × 100% = 50

Het totaal naar risico gewogen uitzettingen bedraagt 60, waartegenover een eigen vermogen staat van 5 eenheden. De bank heeft een naar risico gewogen verhouding van 8,3% eigen vermogen op het totale vermogen.